# Perukarz długoczuby
Perukarz długoczuby (Basilornis corythaix) – gatunek średniej wielkości ptaka z podrodziny gwarków (Mainatinae) w rodzinie szpakowatych (Sturnidae). Ptak ten występuje w Indonezji, według IUCN nie jest zagrożony wyginięciem.

## Zasięg występowania
Perukarz długoczuby występuje endemicznie na wyspie Seram leżącej w południowej części archipelagu Moluków.

## Taksonomia
Gatunek po raz pierwszy w 1827 roku opisał niemiecki przyrodnik Johann Georg Wagler, nadając mu nazwę Pastor Corythaix. Jako miejsce typowe odłowu holotypu Wagler wskazał błędnie Jawę; holotyp pochodził z Seram. Gatunek monotypowy.

### Etymologia
Nazwa rodzajowa: gr. βασιλευς basileus „król”; ορνις ornis, ορνιθος ornithos „ptak”. Epitet gatunkowy: gr. κορυθαιξ koruthaix „z falującymi piórami, trząść hełmem”, od κορυς korus, κορυθος koruthos „hełm”; αισσω aissō „szybko się poruszać”.

## Morfologia
Długość ciała 24–26 cm, skrzydła 136–137 mm, ogona 94–100 mm, skoku 31–32 mm, grzbietu dzioba 17–19 mm; masa ciała 121–132 g. Charakterystyczny ptak, pióra na ciemieniu i karku skierowane są ku środkowej linii i wydłużone, tworząc wysoki, zdegenerowany grzebień. Upierzenie jest głównie koloru czarnego, czoło, brzeg ciemienia, kark, gardło i piersi z fioletową opalizacją, pióra na gardle posiadają czasem drobne, białe końcówki, płaszcz, brzuch i zad z zieloną opalizacją. W dolnej części pokryw usznych i na boku szyi występuje biała plama, druga znajduje się na boku piersi. Skrzydło brązowe, z bladopłowymi lotkami I rzędu brązowe, sterówki purpurowo-czarne. Ogon w kształcie klina. Tęczówka brązowa, naga skóra wokół oczu ciemna, dziób koloru kremowego, nogi żółte. Brak dymorfizmu płciowego. Młode ptaki nieopisane.

## Ekologia
Perukarz długoczuby jest gatunkiem osiadłym, zamieszkującym nizinne i pagórkowate lasy pierwotne, również te zdegradowane; obserwowany także na krawędzi lasów, w lasach wtórnych, na lekko zalesionych uprawach i ogrodach. Występuje na wysokości 200–900 m n.p.m. Odzywa się różnymi nosowymi, rosnącymi odgłosami czasami przeplatanymi ćwierkaniem; zarejestrowano również serię 5 głośnych i rosnących gwizdów. Skład diety perukarza długoczubego jest słabo poznany; najprawdopodobniej jest gatunkiem owocożernym, gdyż często obserwuje się go siedzącego w grupach na drzewach owocowych lub w ogrodach w grupach mieszanych ze skworczykiem moluckim (Aplonis mysolensis). Występują pojedynczo, w parach lub sporadycznie w małych grupach. Perukarz długoczuby jest hałaśliwym ptakiem i często długo siedzi na odsłoniętych gałęziach. Lęg odnotowany w lipcu; perukarz długoczuby najprawdopodobniej jest gatunkiem monogamicznym. Brak innych informacji na temat okresu lęgowego.

## Status zagrożenia i ochrona
W Czerwonej księdze gatunków zagrożonych Międzynarodowej Unii Ochrony Przyrody został zaliczony do kategorii LC (ang. Least Concern – najmniejszej troski). Globalna wielkość populacji nie jest znana, ale gatunek ten jest opisywany jako zazwyczaj rzadki, chociaż lokalnie liczny. Ciągłe niszczenie i fragmentaryzacja siedlisk tego ptaka może spowodować w najbliższym czasie spadek jego populacji.